# Estée Lauder Companies
Estée Lauder Companies Inc. (произносится как Эстэ́ Ла́удер кампаниз) — американская компания, специализирующаяся на производстве и продаже средств по уходу за кожей и волосами, декоративной косметики и парфюмерии. Компании принадлежит более 20 брендов. Штаб-квартира расположена в GM Building на Пятой авеню в Нью-Йорке.

## История

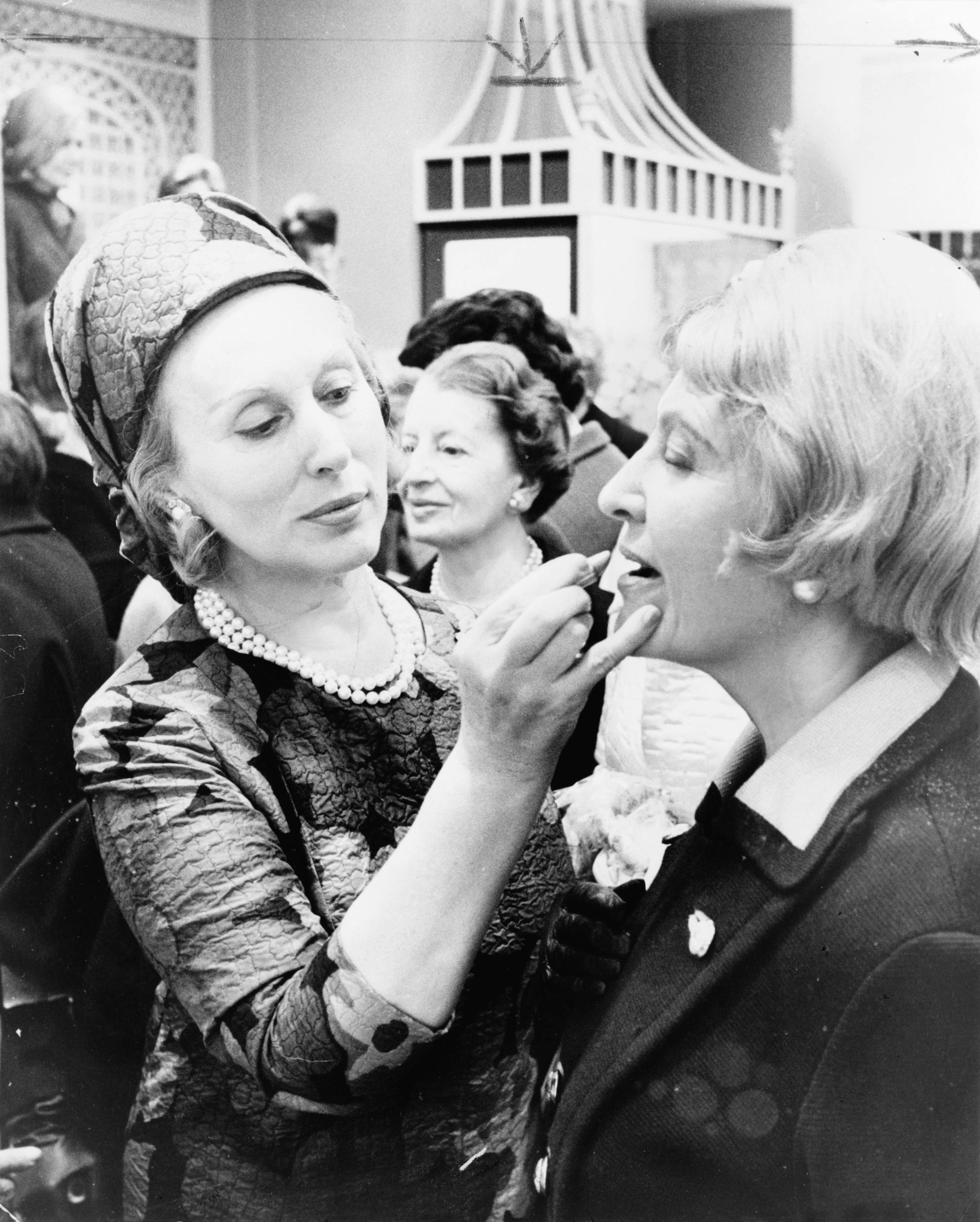
Основательница компании Эсте Лаудер (слева)

Будущая основательница бренда Estée Lauder Джозефина Эстер Ментцер родилась в семье выходцев из Восточной Европы в 1908 году в Нью-Йорке. Будучи подростком, она помогала своему дяде, химику Джону Шотцу; его компания New Way Laboratories изготавливала и продавала кремы, лосьоны, румяна, парфюмерию. После окончания средней школы Эсте полностью сосредоточилась на бизнесе своего дяди, продавая его продукцию в универмагах и салонах красоты.
В 1930 году Эстер Ментцер вышла замуж за Джозефа Лаудера. В 1946 году Лаудеры основали компанию Estée Lauder Companies. Они приобрели помещение ресторана на Манхэттене, зал был переоборудован в магазин, а кухня — в лабораторию по производству косметики. В 1948 году Estée Lauder начала продавать свою продукцию через сеть универмагов Saks Fifth Avenue. С первых лет работы компании основными маркетинговыми приёмами были бесплатные образцы и подарки при покупке на определённую сумму. В 1953 году был запущен первый парфюмерный продукт компании — ароматизированное масло для ванн Youth Dew. Этот продукт пользовался большим спросом, что способствовало росту продаж и других товаров Estée Lauder. В 1958 году в компании начал работать сын Эсте и Джозефа, Леонард Лаудер. В начале 1960-х годов был запущен крем для лица Re-Nutriv стоимостью 115 долларов за баночку.
В 1964 году Estée Lauder представила линию парфюмерно-косметических продуктов для мужчин Aramis. В 1968 году был запущен бренд Clinique — гипоаллергенные средства ухода без отдушек. В этом году оборот компании превысил 40 млн долларов. В 1969 году штаб-квартира Estée Lauder разместилась в небоскрёбе GM Building на Манхэттене. В 1971 году лицом компании стала Карин Грэм, она оставалась моделью для рекламы Estée Lauder в течение 15 лет.
В 1972 году президентом компании стал Леонард Лаудер. В 1978 году продажи Estée Lauder составляли 170 млн долларов, из них 80 млн долларов приходилось на бренд Clinique, 40 млн долларов — на бренд Aramis. В 1979 году была запущена линия кремов Prescriptives, которая позиционировалась как ещё более высокотехнологичная, чем Clinique. В 1981 году средства Estée Lauder стали доступны в Советском Союзе. В 1983 году выручка компании достигла 1 млрд долларов.
В 1990-х годах компания вышла на новый уровень развития, этому способствовало создание новых брендов, приобретение сторонних, а также заключение лицензионных соглашений. Десятилетие началось с создания подразделения Origins Natural Resources, продукция которой была направлена на потребителей, озабоченных экологическими проблемами; косметика под брендом Origins не содержала ингредиентов животного и нефтехимического происхождения. В 1993 году Estée Lauder заключила первое лицензионное соглашение на выпуск парфюмерии с американским модельером Томми Хилфигером, позже к партнёрству подключился итальянский модный дом Kiton, а также американский модельер Донна Каран (бренд DKNY).
В ноябре 1995 года Estée Lauder Companies провела размещение своих акций на Нью-Йоркской фондовой бирже, которое принесло 450 млн долларов. Приобретение брендов началось с покупки в 1994 году доли в компании Make-up Art Cosmetics (MAC), в 1998 году она была поглощена полностью. Марка косметики Bobbi Brown, разработанная знаменитой визажисткой, была приобретена в 1995 году, как и марка La Mer. Далее компания обратила внимание на средства по уходу за волосами и в 1997 году приобрела бренд Aveda; также а 1997 году была куплена компания Sassaby, производитель молодёжной косметики под брендом Jane. Парфюмерный дом Jo Malone London был приобретён в 1999 году. Эти приобретения не только пополнили портфель брендов, но и расширили набор каналов сбыта. Покупки брендов сопровождались ростом расходов на рекламу — ежегодный рекламный бюджет в конце 1990-х годов составлял около 1 млрд долларов (более четверти выручки).
Приобретения и передача прав продолжались в 2000-х годах, когда Estée Lauder приобрела контрольный пакет акций Bumble & bumble — модного салона, специализирующегося на уходе за волосами; эксклюзивное глобальное лицензионное соглашение было подписано с дизайнером одежды Майклом Корсом (расторгнуто в 2022 году). Дизайнер Том Форд начал сотрудничество с Estée Lauder относительно дистрибуции парфюмерии и косметики под брендом Tom Ford в 2005 году. В 2010 году корпорация приобрела калифорнийскую косметическую компанию Smashbox Beauty Cosmetics.
В 2011 году частью Estée Lauder стал парфюмерный сегмент бренда американского дизайнера Tory Burch, а в 2012 году компания запустила Aerin Beauty — бренд Эрин Лаудер, внучки Эсте. В 2014 портфель брендов корпорации пополнился американской парфюмерной маркой Le Labo, а в 2015 году — французским парфюмерным домом Editions de Parfums Frédéric Malle и голливудским брендом по уходу за кожей GlamGlow. В 2016 году компания приобрела бренд декоративной косметики Becca Cosmetics, а в ноябре 2016 года купила ещё одну калифорнийскую косметическую компанию — Too Faced.
В 2017 году была куплена доля в канадской компании Deciem Beauty Group; в июне 2024 года она была поглощена полностью; этой компании принадлежали бренды Niod, The Ordinary и Avestan; сумма сделки составила 1,7 млрд долларов. В 2019 году была куплена южнокорейская компания Have & Be Co. (бренд Dr. Jart+), основанная в 2005 году; это первое приобретение а Азии обошлось в 1,1 млрд долларов. В ноябре 2022 года был куплен дом моды Tom Ford, это приобретение стоимостью 2,8 млрд долларов стало крупнейшим в истории Estée Lauder.

## Собственники и руководство
По состоянию на август 2024 года компания контролировалась семьёй Лаудер, которой принадлежало 84 % голосов. В совет директоров входит 4 члена семьи Лаудер, ещё один входит в высший менеджмент. С состоянием 25,9 млрд долларов в 2024 году Лаудеры заняли 11-е место в списке самых богатых американцев Forbes 400.
Руководство:
- Уильям Лаудер (William P. Lauder) — председатель совета директоров с 2009 года, в компании с 1986 года.
- Стефан де Ла Фавери (Stephane de La Faverie) — президент и генеральный директор с начала 2025 года, в компании с 2011 года; до этого работал в L’Oréal.

## Деятельность

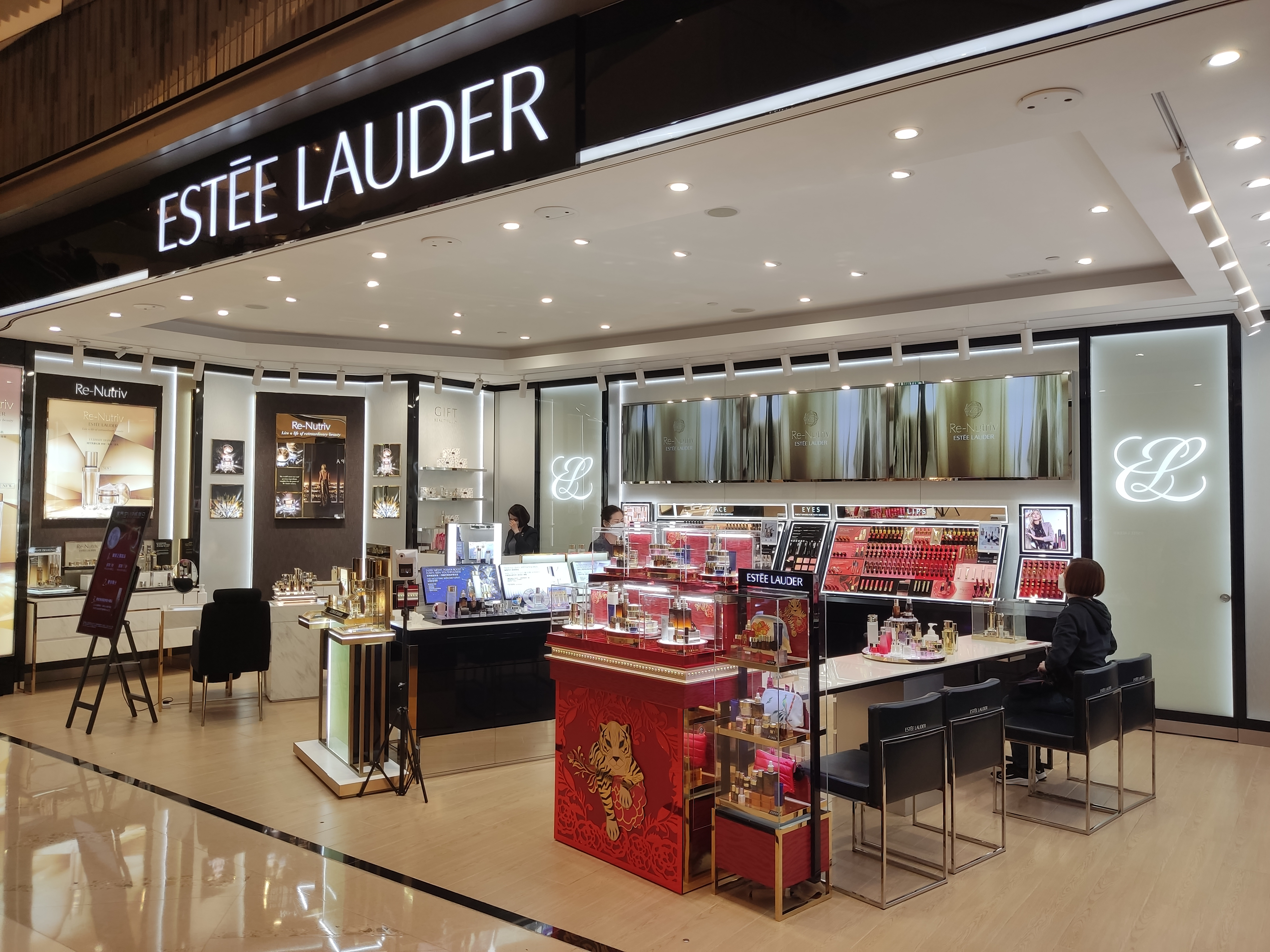
Магазин Estée Lauder в Гонконге

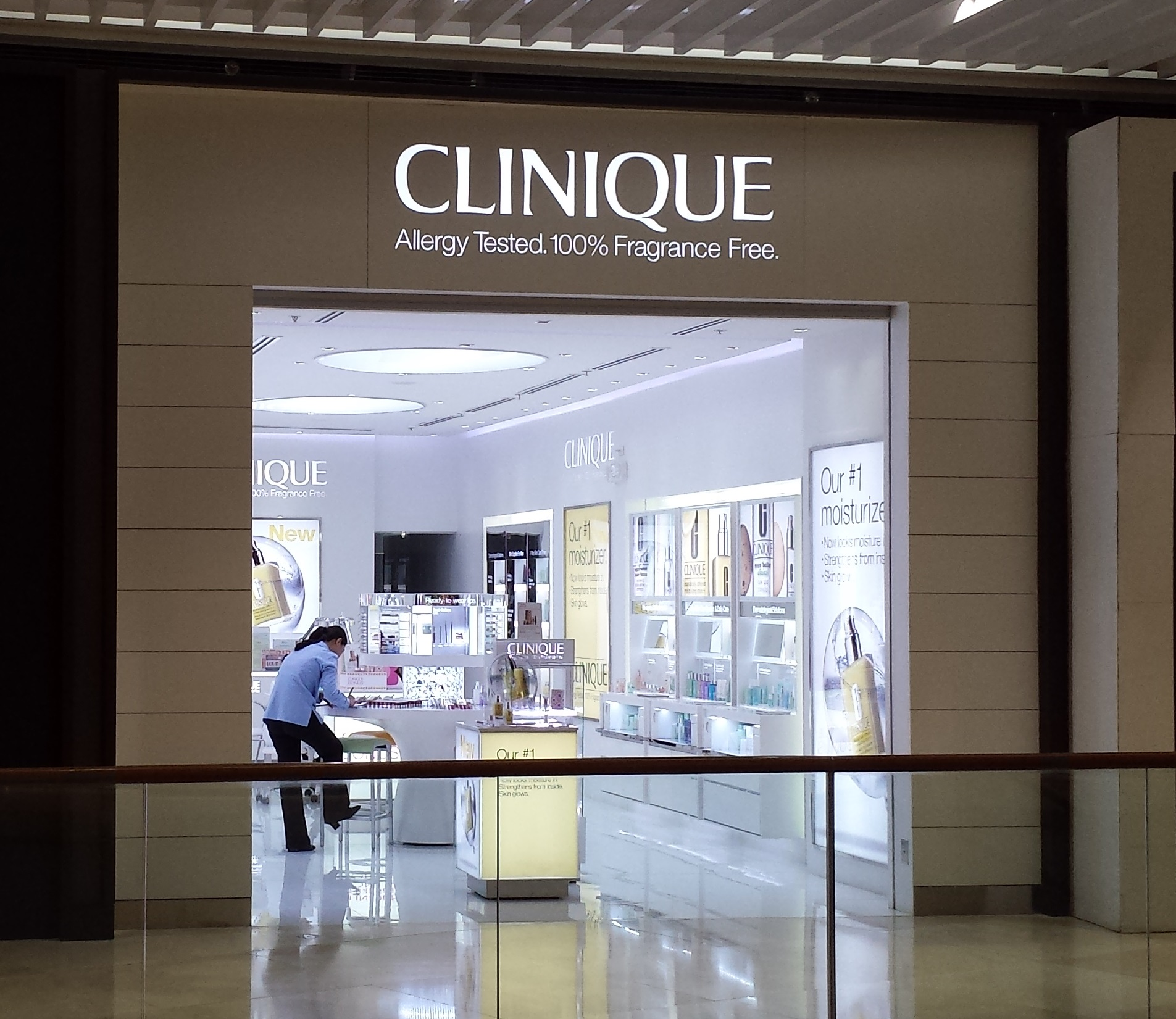
Магазин Clinique в Маниле

Основными брендами являются Estée Lauder, Clinique, Origins, M·A·C, Bobbi Brown Cosmetics, La Mer, Aveda, Jo Malone London, Tom Ford, Too Faced, Dr.Jart+ и The Ordinary. Также компания имеет лицензии на производство косметики и парфюмерии под брендами Aerin, Balmain и Dr. Andrew Weil. Продукция реализуется через собственную сеть из 1600 магазинов, а также через универмаги, магазины косметики, беспошлинные магазины, аптеки, салоны красоты и платформы электронной коммерции.
Большая часть продукции изготавливается на собственных фабриках в США, Канаде, Бельгии, Швейцарии, Великобритании и Японии; компания также использует контрактных производителей.
Выручка компании за 2023/24 финансовый год составила 15,6 млрд долларов, из них на средства для ухода за кожей пришёлся 51 %, на косметику — 28 %, на парфюмерию — 16 %, на средства для ухода за волосами — 4 %. На Америку пришлось 29 % выручки, на Европу, Ближний Восток и Африку — 39 %, на Азиатско-Тихоокеанский регион — 31 %.
Основными конкурентами являются L’Oréal, Unilever, Procter & Gamble, LVMH, Chanel, Beiersdorf, Shiseido, Natura & Co и Coty.
В списке крупнейших публичных компаний мира Forbes Global 2000 за 2024 год The Estée Lauder Companies заняла 777-е место. В списке крупнейших компаний США Fortune 500 за 2024 год — 259-е место.

## Маркетинг
Лицами бренда Estée Lauder становились модели Карен Грэм, Полина Поризкова, Элизабет Херли, Кэролайн Мерфи, Аня Рубик, Лия Кебеде, а также актёры Брюс Бокслейтнер, Шон Кейси, Уиллоу Бэй и Гвинет Пэлтроу. Начиная с 2008 года основным представителем бренда была американская супермодель Хилари Рода. В 2010 году компания начала сотрудничество с супермоделью Лю Вэнь, пуэрто-риканской топ-моделью Джоан Смоллс и французской топ-моделью Констанс Яблонски. В 2015 году лицом Estée Lauder стала американская модель Кендалл Дженнер. В настоящее время лицом торговой марки Estée Lauder является китайская топ-модель Сунь Фэйфэй.

## Бренды

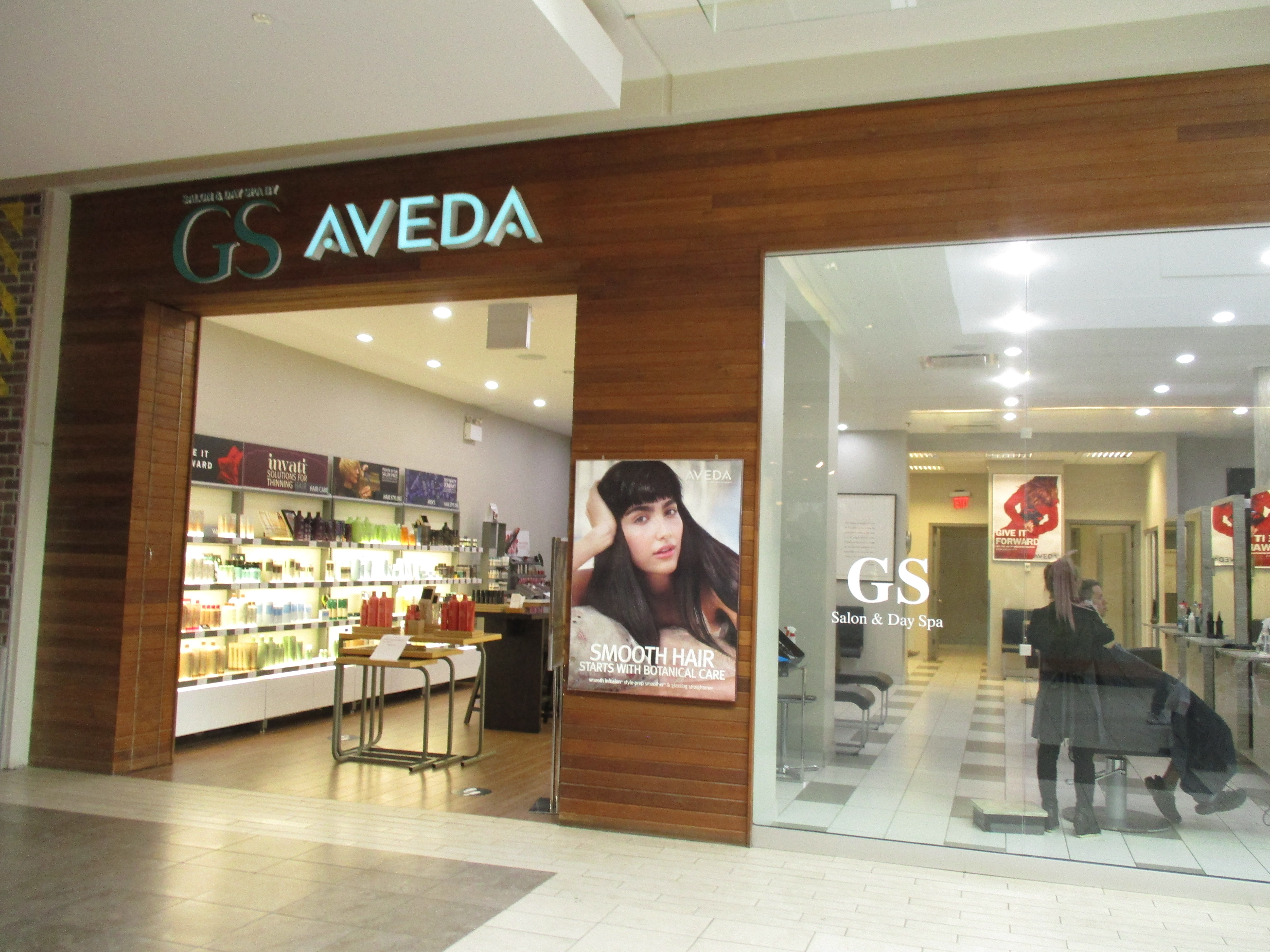
Магазин Aveda в Канаде

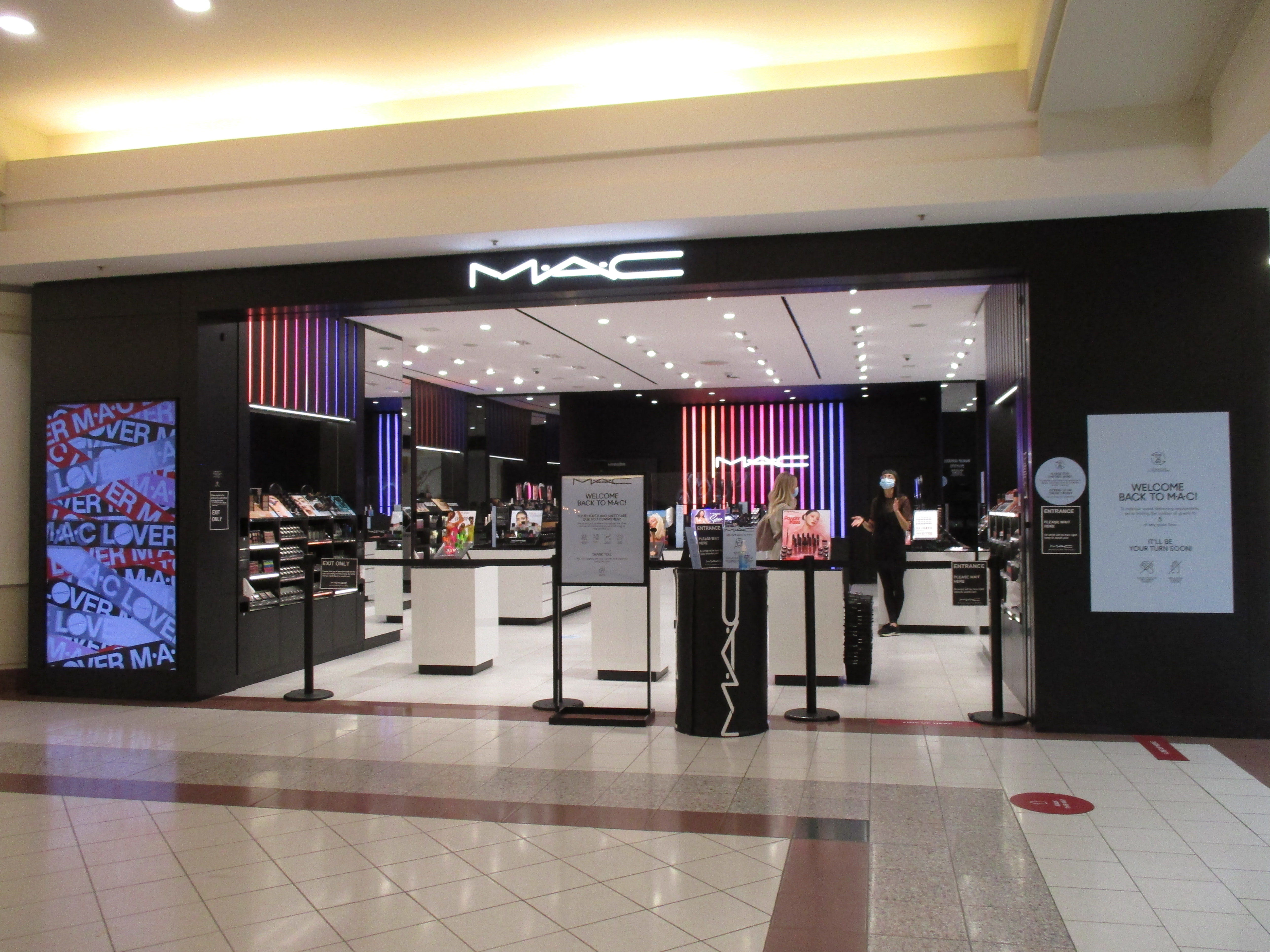
Магазин MAC в Канаде

- Aerin — запущен в 2012 году, косметика и парфюмерия;
- Aramis — запущен в 1964 году, парфюмерия;
- Aveda — куплен в 1997 году, средства для ухода за волосами, а также косметика;
- Bobbi Brown — куплен в 1995 году, косметика и средства для ухода за кожей;
- Bumble and Bumble — куплен в 2006 году, средства для ухода за волосами;
- Clinique — запущен в 1968 году, гипоаллергенная косметика и средства для ухода за кожей;
- Darphin — основан в Париже, куплен в 2003 году, средства для ухода за кожей;
- Dr. Jart+ — базируется в Сеуле, куплен в 2019 году;
- Estée Lauder — основан в 1946 году, средства для ухода за кожей, косметика и парфюмерия;
- Glamglow — куплен в 2015 году, средства для ухода за кожей;
- Jo Malone London — куплен в 1999 году, парфюмерия;
- Kilian Paris — куплен в 2016 году, парфюмерия;
- La Mer — куплен в 1995 году, средства для ухода за кожей;
- Lab Series — запущен в 1987 году, средства для ухода за кожей для мужчин;
- Le Labo — куплен в 2014 году, парфюмерия;
- Les Editions de Parfums Frédéric Malle — куплен в 2015 году, парфюмерия;
- MAC Cosmetics — основан в Торонто, куплен в 1998 году, профессиональная косметика;
- Niod — базируется в Торонто, куплен в 2021 году, средства для ухода за кожей (входит в Deciem Beauty Group);
- Origins — запущен в 1990 году, средства для ухода за кожей, косметика и парфюмерия; имеет отдельную розничную сеть;
- Smashbox — базируется в Лос-Анджелесе, куплен в 2010 году, косметика;
- The Ordinary — базируется в Торонто, куплен в 2021 году, средства для ухода за кожей (входит в Deciem Beauty Group);
- Tom Ford — основан в 2005 году, куплен в 2023 году (до этого использовался по лицензии), парфюмерия и другие товары;
- Too Faced — куплен а 2016 году, косметика.

## Кампания по борьбе с раком груди
В 1992 году Эвелин Лаудер создала «Кампанию по борьбе с раком груди» и стала соавтором её главного символа — розовой ленточки. За многие годы эта крупнейшая корпоративная благотворительная инициатива нашла отклик более, чем в семидесяти странах. Фондом исследований рака молочной железы (BCRF), основанным Эвелин Лаудер, было собрано более 76 млн долларов на поддержку глобальных исследований, образовательных мероприятий и медицинских услуг во всем мире.